# Le Thillot
Ne doit pas être confondu avec Thillot.
Le Thillot [lə tijo]  est une commune française de moyenne montagne située dans le département des Vosges ainsi que dans le massif du même nom, dans la région Grand Est. Elle est au coeur de la vallée de la Haute Moselle.
Elle est, ainsi que Ramonchamp et Rupt-sur-Moselle, ville-centre d'une petite agglomération de près de 15 000 habitants, composée également de Bussang, Ferdrupt, Fresse-sur-Moselle, Le Ménil et Saint-Maurice-sur-Moselle.
Ses habitants sont appelés les Thillotins .

## Géographie

### Localisation
Située à 500 mètres d'altitude dans la haute vallée de la Moselle c'est une commune de moyenne montagne logée dans une partie ouverte de la vallée semblable à un piémont du fait d'une large ouverture vers le Val du Menil. Le Point culminant du territoire se situe au Haut de la Lochère à 950 mètres d'altitude. Le Thillot est située à 24 km en amont de Remiremont, 13 km de Cornimont par le col du Ménil (621 m), 34 km de Lure par le col des Croix (679 m) et 36 km de Thann par le col de Bussang (731 m). La commune est placée sur le grand axe routier Benelux-Bâle. (La déviation de la RN 66 qui traverse le bourg n'est encore qu'un projet).

### Communes limitrophes
| Le Ménil Ramonchamp                                 | Le Ménil                                 | Le Ménil Fresse-sur-Moselle                                 |
| Ramonchamp                                          | Thillot                                  | Fresse-sur-Moselle                                          |
| Ramonchamp Haut-du-Them-Château-Lambert Haute-Saône | Haut-du-Them-Château-Lambert Haute-Saône | Fresse-sur-Moselle Haut-du-Them-Château-Lambert Haute-Saône |

### Géologie et Relief
La commune se compose de 193,43 hectares de territoires artificialisés (12,72 %), 563,69 hectares de territoires agricoles (37,06 %) et 763,80 hectares de forêts et milieux semi-naturels (50,22 %).
La commune possède le fond de vallée le plus ouvert de la vallée de la Haute Moselle, semblable à un piémont. Elle est une ville carrefour pour le secteur. A son nord, la voie vers le Val du Ménil et les Hautes-Vosges centrales, à son est les Hautes-Vosges du sud toutes proches en remontant la vallée de la Haute Moselle, à son sud le col des croix et la haute vallée de l'Ognon (Haute-Saône) et des Vosges Saônoises à son ouest l'aval de la vallée de la Haute Moselle.
Située à 500 mètres d'altitude la ville est totalement située à l'étage montagnard et fait partie intégrante des vosges moyennes. Chaillon est le petit sommet directement à son Nord qui surplombe directement le village de son altitude modeste de 634 mètres. 
Malgré tout, il offre un point de vue remarquable sur l'aval de la vallée, depuis lequel on peut voir à l'ouest les sommets du Fort de Rupt, du Bambois et du Bélué tous situés dans la commune de Rupt-sur-Moselle, 10 km en aval.
Au nord-est-est du Chaillon, surplombant la vallée du ruisseau de la colline de Fresse, l'altitude s'accroît et atteint 832 m au Draimont que Le Thillot partage avec Fresse-sur-Moselle, et encore plus au nord-est-est se trouve le Haut de la Lochère à 950 mètres d'altitude, point culminant de la commune. Sur le versant sud de la vallée, de l'ouest vers l'est, Le Thillot partage avec Ramonchamp l'épaule et la Tête du Géhant qui culmine à 842 mètres, la ligne de crête sud comprend la Tête Niqueuse à 749 mètres, le Col des Croix (684 m), la Tête du Midi (Tête des Hautes-Mines) à 833 mètres et enfin la Tête des Noirs Etangs à 940 mètres qui est le second plus haut sommet de la commune.

### Hydrographie et eaux souterraines
Hydrogéologie et climatologie : Système d’information pour la gestion des eaux souterraines du bassin Rhin-Meuse :
Territoire communal : Occupation du sol (Corinne Land Cover); Cours d'eau (BD Carthage),
Géologie : Carte géologique; Coupes géologiques et techniques,
 Hydrogéologie : Masses d'eau souterraine; BD Lisa; Cartes piézométriques.
La commune est située pour partie dans le bassin versant du Rhin au sein du bassin Rhin-Meuse et pour partie dans le bassin versant de la Saône au sein du bassin Rhône-Méditerranée-Corse. Elle est drainée par la Moselle, le ruisseau du Menil, le ruisseau de Couard et le ruisseau le Vaxeux,.
La Moselle, d’une longueur totale de 560 kilomètres, dont 315 kilomètres en France, prend sa source dans le massif des Vosges au col de Bussang et se jette dans le Rhin à Coblence en Allemagne.
Le ruisseau du Menil, d'une longueur totale de 11,8 km, prend sa source dans la commune du Ménil et se jette dans la Moselle à Ramonchamp, après avoir traversé trois communes.
La qualité de l'eau de ces cours d’eau peut être consultée sur un site dédié géré par les agences de l’eau et l’Agence française pour la biodiversité.

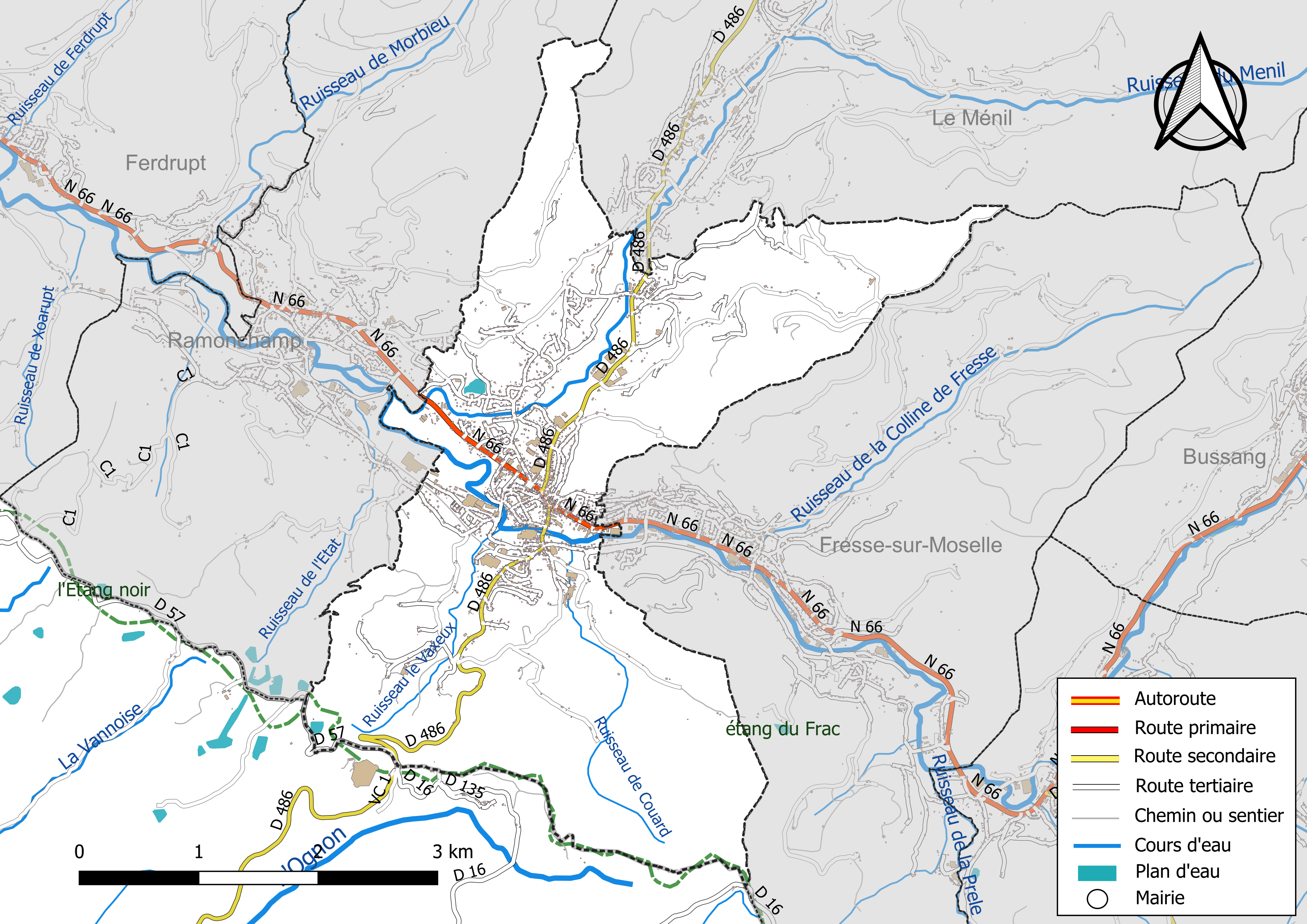
Réseaux hydrographique et routier du Thillot.

### Climat
Pour des articles plus généraux, voir Climat du Grand Est et Climat des Vosges.
En 2010, le climat de la commune est de type climat de montagne, selon une étude du Centre national de la recherche scientifique s'appuyant sur une série de données couvrant la période 1971-2000. En 2020, Météo-France publie une typologie des climats de la France métropolitaine dans laquelle la commune est exposée à un climat semi-continental et est dans la région climatique  Vosges, caractérisée par une pluviométrie très élevée (1 500 à 2 000 mm/an) en toutes saisons et un hiver rude (moins de 1 °C). 
Pour la période 1971-2000, la température annuelle moyenne est de 9,1 °C, avec une amplitude thermique annuelle de 16,8 °C. Le cumul annuel moyen de précipitations est de 1 552 mm, avec 14,1 jours de précipitations en janvier et 11,2 jours en juillet. Pour la période 1991-2020, la température moyenne annuelle observée sur la station météorologique de Météo-France la plus proche, « Ballon de Servance », sur la commune de Haut-du-Them-Château-Lambert à 5 km à vol d'oiseau, est de 6,5 °C et le cumul annuel moyen de précipitations est de 1 882,9 mm. 
La température maximale relevée sur cette station est de 31,2 °C, atteinte le 24 juillet 2019 ; la température minimale est de −20,1 °C, atteinte le 20 décembre 2009,,. 
Les paramètres climatiques de la commune ont été estimés pour le milieu du siècle (2041-2070) selon différents scénarios d'émission de gaz à effet de serre à partir des nouvelles projections climatiques de référence DRIAS-2020. Ils sont consultables sur un site dédié publié par Météo-France en novembre 2022.

## Urbanisme

### Typologie
Au 1er janvier 2024, Le Thillot est catégorisée petite ville, selon la nouvelle grille communale de densité à sept niveaux définie par l'Insee en 2022.
Elle appartient à l'unité urbaine du Thillot, une agglomération intra-départementale regroupant huit  communes, dont elle est ville-centre,,. Par ailleurs la commune fait partie de l'aire d'attraction du Thillot, dont elle est la commune-centre,. Cette aire, qui regroupe 7 communes, est catégorisée dans les aires de moins de 50 000 habitants,.

### Occupation des sols
L'occupation des sols de la commune, telle qu'elle ressort de la base de données européenne d’occupation biophysique des sols Corine Land Cover (CLC), est marquée par l'importance des forêts et milieux semi-naturels (50,2 % en 2018), une proportion sensiblement équivalente à celle de 1990 (50,1 %). La répartition détaillée en 2018 est la suivante : 
forêts (48,5 %), prairies (23 %), zones agricoles hétérogènes (14,1 %), zones urbanisées (12,7 %), milieux à végétation arbustive et/ou herbacée (1,6 %). L'évolution de l’occupation des sols de la commune et de ses infrastructures peut être observée sur les différentes représentations cartographiques du territoire : la carte de Cassini (XVIIIe siècle), la carte d'état-major (1820-1866) et les cartes ou photos aériennes de l'IGN pour la période actuelle (1950 à aujourd'hui).

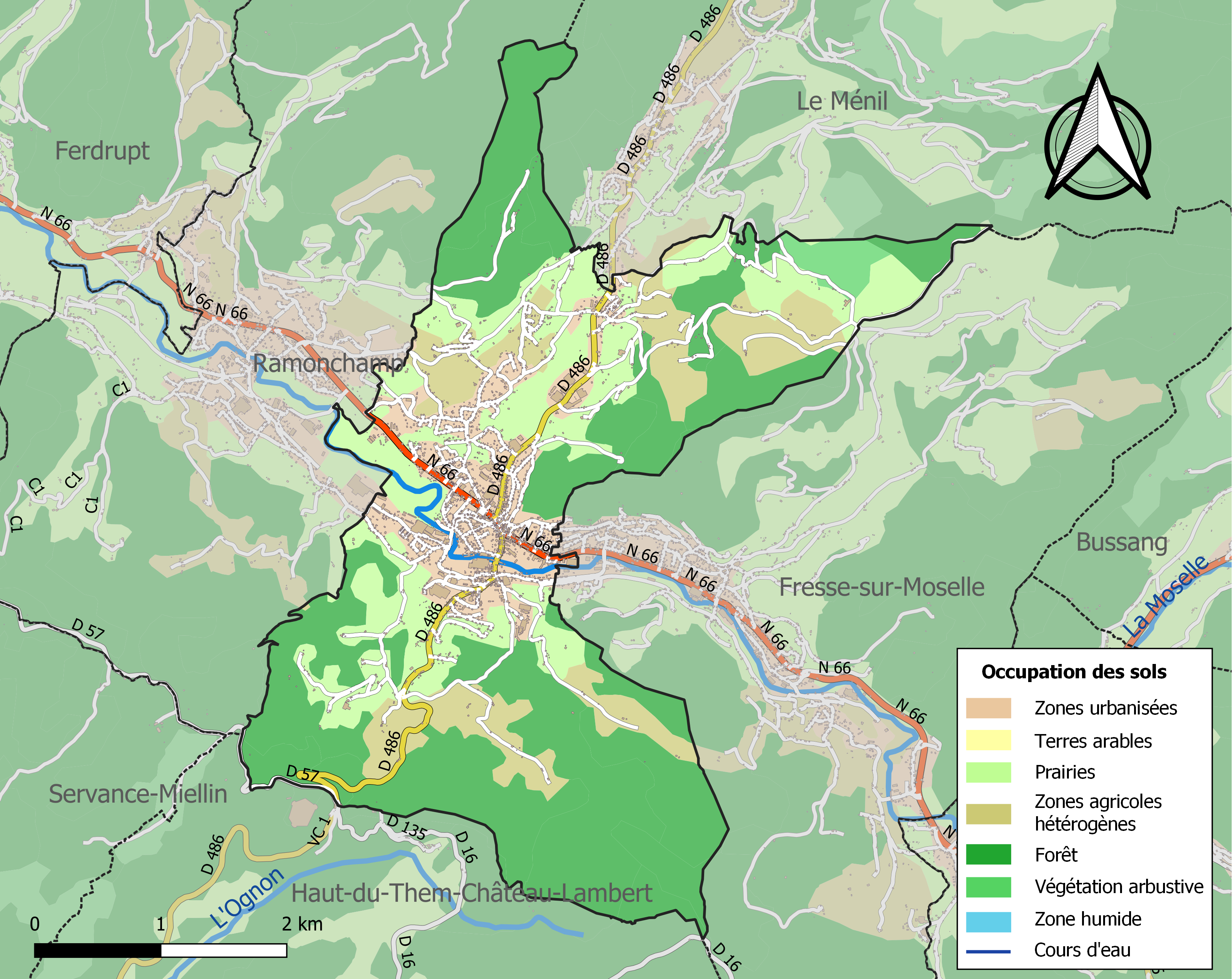
Carte des infrastructures et de l'occupation des sols de la commune en 2018 (CLC).

## Toponymie
Le nom de la localité est attesté sous les formes La ville c’on dit du Tillet (1299) ; Demoingas don Teillat (1302) ; En cen don Teillat (1344) ; Tillet (1347) ; Au Tillat (XIVe siècle) ; Le peaige du Tillot (1418) ; « Du Thillat du parrochaige de Ramonchamp » (1435) ; Colin Patulloy du Tillat (1450) ; « Mengin Jaqueley du Thiellot on ban de Ramonchamps » (1493) ; Le Tillot (1561) ; Es destroitz du Theillot (1578) ; Au lieu du Thillot (1602) ; Le Tillot ou Thillot (1753) ; Tillot ou Thillot-sur-Moselle (1779).

De l'oïl tillet « lieu planté de tilleuls », remplacé par l'oïl tillot, du latin classique tilia, de l’ancien français tel, til issus du masculin *tilius en latin populaire avec le suffixe diminutif -ottum, donnant le français « tilleul ».

Le Thillot était initialement un lieu-dit du ban puis de la commune de Ramonchamp, qui doit son nom, selon les sources, à un tilleul sous lequel on  rendait justice ou sous lequel était le péage par lequel passaient gens et marchandises qui arrivaient de la Franche-Comté voisine. La commune est née par le décret impérial du 30 juin 1860, signé au château de Fontainebleau par l'Empereur Napoléon III, qui l'a clairement séparée de la commune de Ramonchamp.

## Histoire

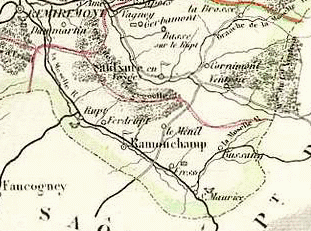
Le canton en 1852, où Le Thillot manque encore...

L'histoire de la cité est dominée par une forte tradition industrielle : mines de cuivre dès le XVIe siècle, manufacture de fer blanc à partir de 1727, tanneries... C'est dans une mine de cuivre du Thillot qu'a été attestée la première utilisation de la poudre noire en Europe pour l'extraction de minerai en 1617 grâce aux travaux archéologiques menés par la Société d'étude et de sauvegarde des anciennes mines (SESAM) depuis 1987 dans ces mines.
Vers 1850, le textile commença à s'implanter dans la vallée de la Moselle sous l'impulsion d'entrepreneurs en majorité Alsaciens. Mais à partir de la fin des années 1970, la crise du textile français a provoqué une baisse brutale de la population qui s'établissait encore à 5 114 habitants en 1975.
Exploitée par la compagnie des chemins de fer vicinaux de la Haute-Saône, la ligne à voie métrique de Lure au Haut-du-Them, terminus initial, a été prolongée en 1912 jusqu'au Thillot, grâce à un tunnel de 1 087 m creusé sous le col des Croix. Elle fermera le 1er mars 1938.

### Le Thillot pendant laSeconde Guerre mondiale
Le ?? juin 1940, le PC de la 8e armée française est installé à La Bresse et ses unités sont sur la Moselle. Le groupement du lieutenant-colonel Rethoré du 79e RIF (Régiment d'infanterie de forteresse) est à Remiremont, celui du lieutenant-colonel Blanloeil du 68e RIF est en amont, dans la vallée de la Moselle, au Fort de Rupt-sur-Moselle et le groupement Duluc du 23e RIF est au Thillot.
Le 18 juin 1940, le groupement du lieutenant-colonel Blanloeil du 68e RIF  est à Servance, situé en Haute-Saône, juste de l'autre côté du Col des Croix, et le groupement du lieutenant-colonel Rethoré du 79e RIF est à Faucogney, situé également en Haute-Saône, de l'autre côté du Col du Mont de Fourche, non loin de Rupt-sur-Moselle. Les allemands y arrivant de l'ouest se renforcent devant Faucogney d'où le lieutenant-colonel Réthoré décide de décrocher, en y laissant beaucoup de matériel, pour se replier et tenir le Col des Croix.
Le 19 juin 1940, les allemands commencent à bombarder le Thillot depuis le versant sud du Col des Croix. La ligne de défense française qui passe alors par le Col des Croix est abandonnée au soir et la route descendant vers Le Thillot et y rentrant par le sud est dynamitée.
Le 20 juin 1940, le commandement français fait sauter un dépôt de 40 tonnes d'explosifs situé près de l'entrée de cette route dans l'agglomération, près de la gare du Thillot, - ce qui détruit en partie le quartier de ladite gare -, et les ponts sur la Moselle.
Le 21 juin 1940, Le Thillot est finalement traversé par plus de 300 chars ou véhicules blindés allemands et le quartier de l'Hôtel de Ville, sur la rive nord de la Moselle, est ravagé par les  flammes. Dans le même temps, les allemands prennent pied à Remiremont et enfoncent les dernières lignes de défense françaises.
Durant le deuxième conflit mondial la ville est traversée par le Schutzwall West, ce qui a des conséquences dramatiques pour la ville et ses habitants.
La commune est finalement libérée fin novembre 1944 :
Fin août 1944, d'importantes forces allemandes arrivent au Thillot et préparent des lignes de défense. Mi septembre voit le début de la retraite de la 19e armée allemande.
Le 25 septembre, les premiers obus français tombent sur le Thillot depuis le Col des Croix mais la 1re division blindée (France) (1re DB) de l'armée de Lattre est bloquée sur la Route des Forts qui serpente sur la ligne de crête qui sépare la vallée de la Moselle au nord de la Haute-Saône au sud. Début octobre, une offensive conjointe de la 1ere DB et de la 3e division d'infanterie algérienne (3e DIA) échoue à prendre Le Thillot. Le 8 novembre, avertis par la municipalité, la plupart des hommes gagnent les lignes françaises de la vallée de la Moselotte, au nord, et echappent ainsi à la déportation. Puis c'est le reste de la population qui est évacué le 11 novembre. Le 22, début de l'offensive du Corps franc Pommiès pour libèrer la Haute Moselle. Le 23, prise du Fort de Château-Lambert, à proximité du Col des Croix, par le 3e régiment de tirailleurs algériens (3eme RTA), le 7e régiment de chasseurs et le 3e régiment de spahis algériens. Les 24 et 25, les allemands évacuent leurs dernières positions. Le 26, le Corps franc Pommiès entre dans le Thillot.
La commune est décorée le 28 mai 1948 de la Croix de guerre 1939-1945.

## Politique et administration

### Finances communales

#### Budget et fiscalité 2023

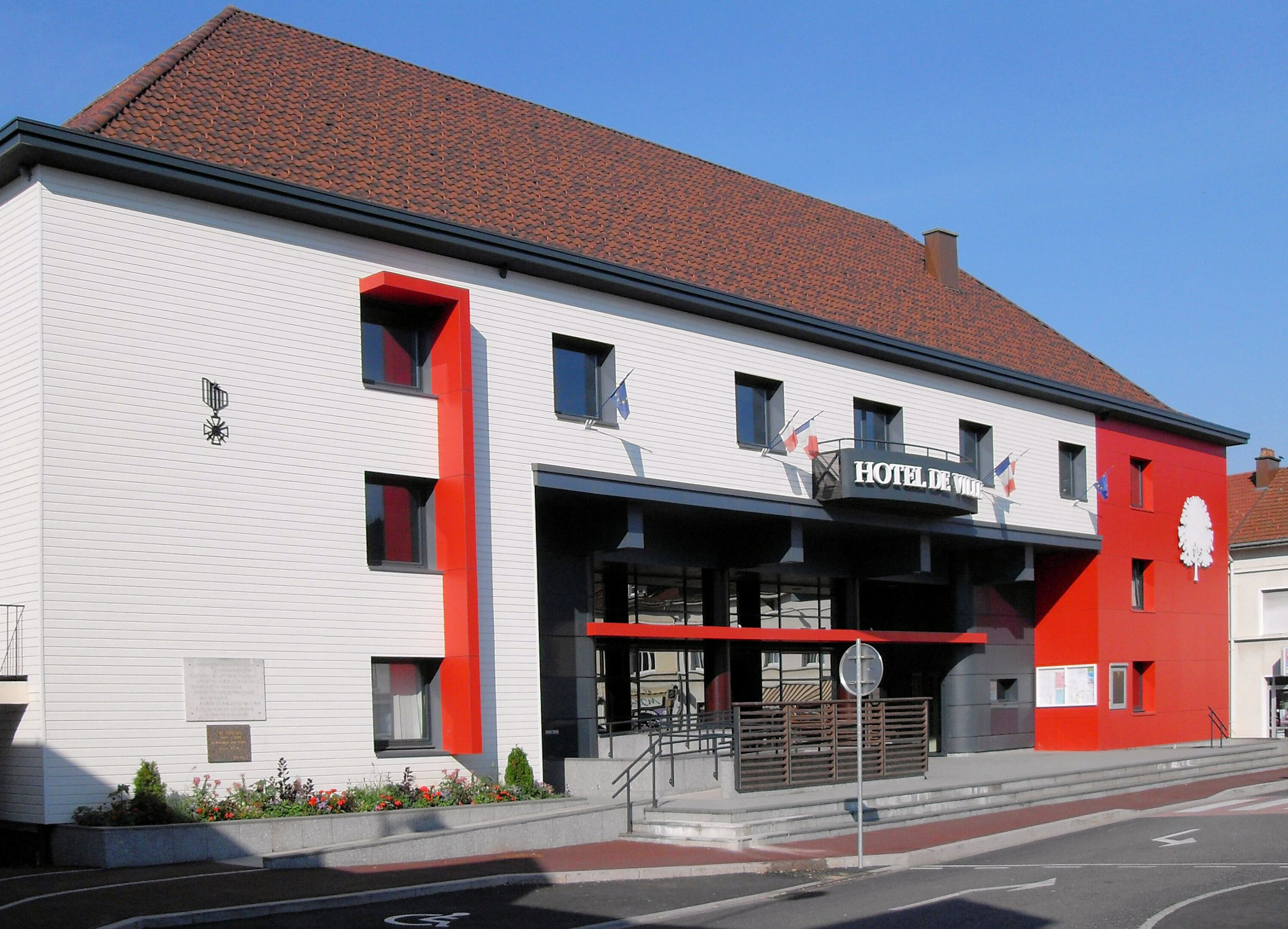
Hôtel de ville.

En 2023, le budget de la commune était constitué ainsi :
- total des produits de fonctionnement : 4 813 000 €, soit 1 427 € par habitant ;
- total des charges de fonctionnement : 4 059 000 €, soit 1 204 € par habitant ;
- total des ressources d’investissement : 2 311 000 €, soit 685 € par habitant ;
- total des emplois d’investissement : 1 256 000 €, soit 372 € par habitant ;
- endettement : 759 000 €, soit 225 € par habitant.

Avec les taux de fiscalité suivants :
- taxe d’habitation : 23,00 % ;
- taxe foncière sur les propriétés bâties : 41,88 % ;
- taxe foncière sur les propriétés non bâties : 24,74 % ;
- taxe additionnelle à la taxe foncière sur les propriétés non bâties : 38,75 % ;
- cotisation foncière des entreprises : 22,22 %.

Chiffres clés Revenus et pauvreté des ménages en 2021 : médiane en 2021 du revenu disponible, par unité de consommation : 19 090 €.

## Économie

### Entreprises et commerces

#### Agriculture
- Culture et élevage associés.
- Élevage de chevaux et d'autres équidés.
- Élevage de vaches laitières.
- Sylviculture et autres activités forestières.

#### Tourisme
- Hébergements et restauration à Le Thillot, Fresse-sur-Moselle, Ramonchamp, Le Ménil, Ferdrupt.

#### Commerces
- Commerces et services de proximité[34].

### Liste des maires
| Période                                  | Période                   | Identité                     | Étiquette | Qualité |
| ---------------------------------------- | ------------------------- | ---------------------------- | --------- | --- |
| Les données manquantes sont à compléter. |                           |                              |           | |
| 1860                                     | 1876                      | Jean-Nicolas Antoine         |           | Négociant |
| 1876                                     | 1893                      | Louis Parisot                | UR        | Médecin Conseiller d'arrondissement du canton du Thillot (1871-1893)) |
| 1893                                     | 1910                      | Constant Sarazin             |           | Négociant |
| 1910                                     | 1912                      | Joseph Souvay                |           | Marchand de bois |
| 1912                                     | 1931                      | Eugène Sarazin               |           | Négociant |
| 1931                                     | 1945                      | Ernest François              |           | Agriculteur/Tisseur |
| 1945                                     | 1947                      | Charles Rivat                |           | Agriculteur |
| 1947                                     | 1952                      | Georges Grosjean             |           | Industriel tanneur |
| 1952                                     | 1971                      | Jules Choffel                |           | Fondé de pouvoir |
| mars 1971                                | mars 1989                 | Raymond Grégoire (1935-2013) | RPR       | Professeur de mathématiques |
| mars 1989                                | mars 2014                 | Yves Cérésa                  | PS        | Entrepreneur en travaux publics |
| mars 2014                                | février 2023              | Michel Mourot (1948-2023)    | UDI       | Retraité de l’ingénierie Décédé en fonction |
| 19 mai 2023                              | En cours (au 6 juin 2023) | Isabelle Canonaco,           | DVD       | Responsable administration et paie, ancienne adjointe 1re vice-présidente de la CC des Ballons des Hautes-Vosges Assure l'intérim de février à mai 2023. Élue lors d'une élection municipale partielle. |

La commune est le chef-lieu du canton homonyme : depuis la redécoupage cantonal de 2014, celui-ci compte 10 communes et Le Thillot demeure son bureau centralisateur.

## Population et société

### Démographie

#### Évolution démographique
L'évolution du nombre d'habitants est connue à travers les recensements de la population effectués dans la commune depuis 1856. Pour les communes de moins de 10 000 habitants, une enquête de recensement portant sur toute la population est réalisée tous les cinq ans, les populations de référence des années intermédiaires étant quant à elles estimées par interpolation ou extrapolation. Pour la commune, le premier recensement exhaustif entrant dans le cadre du nouveau dispositif a été réalisé en 2006.

En 2022, la commune comptait 3 198 habitants, en évolution de −7,41 % par rapport à 2016 (Vosges : −2,96 %, France hors Mayotte : +2,11 %).
| 1856  | 1861  | 1866  | 1872  | 1876  | 1881  | 1886  | 1891  | 1896  |
| ----- | ----- | ----- | ----- | ----- | ----- | ----- | ----- | ----- |
| 1 677 | 1 985 | 2 066 | 2 188 | 2 436 | 2 662 | 2 942 | 3 155 | 3 203 |

| 1901  | 1906  | 1911  | 1921  | 1926  | 1931  | 1936  | 1946  | 1954  |
| ----- | ----- | ----- | ----- | ----- | ----- | ----- | ----- | ----- |
| 3 404 | 3 618 | 3 965 | 3 725 | 3 697 | 3 870 | 4 011 | 3 542 | 4 194 |

| 1962  | 1968  | 1975  | 1982  | 1990  | 1999  | 2006  | 2011  | 2016  |
| ----- | ----- | ----- | ----- | ----- | ----- | ----- | ----- | ----- |
| 4 464 | 4 577 | 5 114 | 4 860 | 4 246 | 3 945 | 3 745 | 3 618 | 3 454 |

| 2021  | 2022  | - | - | - | - | - | - | - |
| ----- | ----- | - | - | - | - | - | - | - |
| 3 257 | 3 198 | - | - | - | - | - | - | - |

### Enseignement
Établissements d'enseignements :
- Écoles maternelles et primaires à  Le Thillot, Fresse-sur-Moselle, Ramonchamp, Le Ménil, Saint-Maurice-sur-Moselle.
- Collèges à Le Thillot.
- Lycées à Remiremont, Masevaux-Niederbruck.

### Santé
Professionnels et établissements de santé :
- Médecins à Le Thillot, Le Ménil, Ramonchamp, Saint-Maurice-sur-Moselle, Fresse-sur-Moselle, Bussang, Saulxures-sur-Moselotte.
- Pharmacies à Le Thillot, Saint-Maurice-sur-Moselle, Fresse-sur-Moselle, Bussang, Saulxures-sur-Moselotte.
- Hôpitaux à Le Thillot, Bussang, Cornimont, Oderen.
- Centre hospitalier Beatrix de Lorraine de Remiremont.

### Cultes
- Culte catholique, Paroisse Bienheureux-Frédéric-Ozanam[46], Diocèse de Saint-Dié.

### Équipements culturels et mouvement associatif
La médiathèque
Le village dispose d'une médiathèque qui organise de nombreuses animations.
Créée en 2005, elle comprend actuellement plus de 20 000 imprimés et près de 8000 documents audiovisuels. Elle est dotée également d'un espace informatique de 10 ordinateurs accessibles à tout public et un accès Wifi.
Exemples de manifestations en 2015 : 
- Heure du conte "Malle à histoire" ;
- Zinc Grenadine ;
- Ateliers bricolage ;
- Histoire et patrimoine Voyage ;
- Informatique et numérique ;
- "La Boitatruc" ;
- "Les Tutos du mardi" ;
- Le Cd " La Rue Kétanou et le Josem".

Le mouvement associatif
- L'association AminiTillo t;
- Les Restos du cœur ;
- Les Gentianes bleues[48] ;
- ASRHV Le Thillot - Athlétisme et Cross ;
- La Maison des jeunes et de la culture (MIC)[49] ;
- Groupe culture et loisirs (CCL) ;
- Le Club vosgien.

## Culture locale et patrimoine

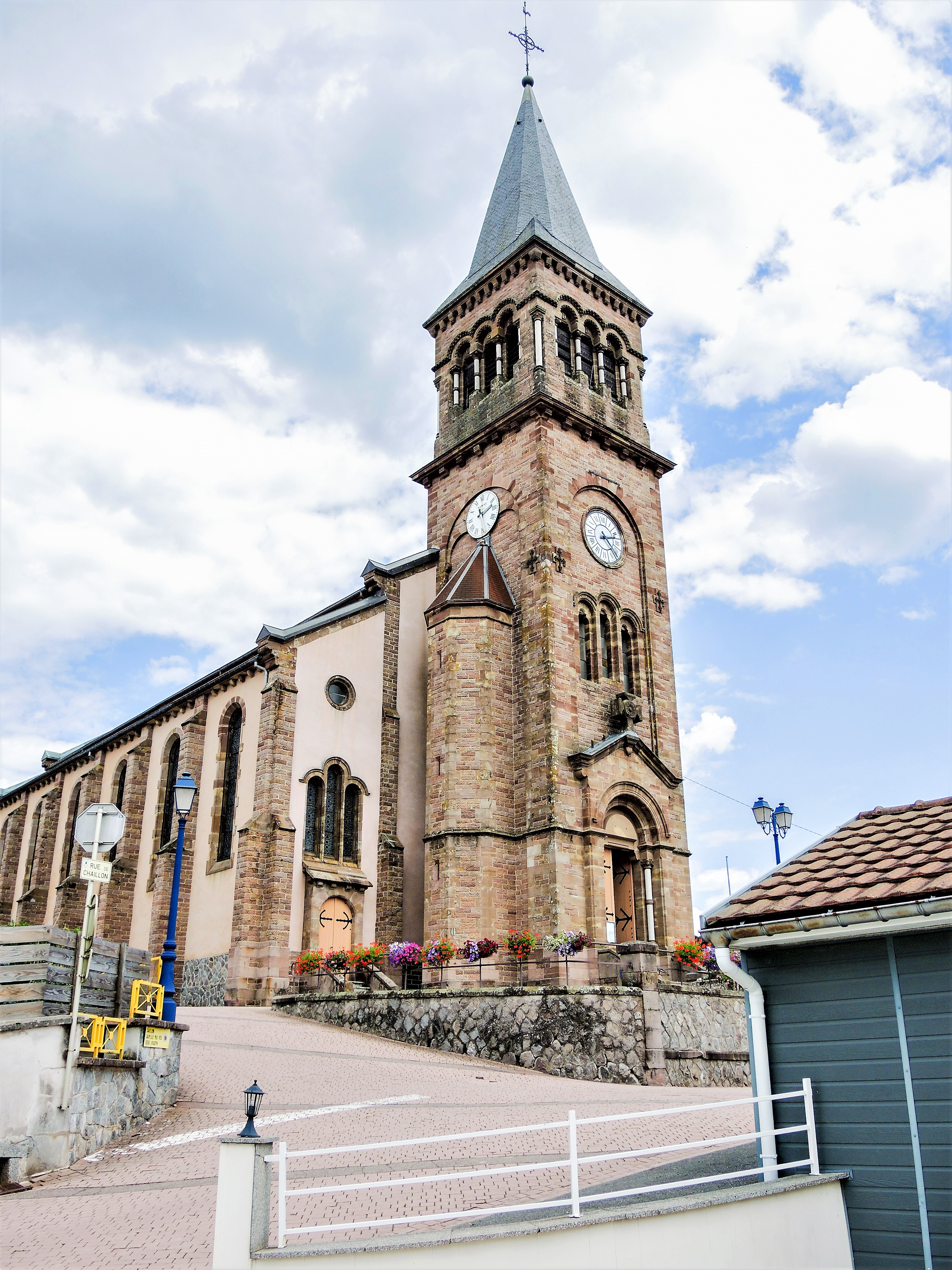
L'église Saint-Jean-Baptiste, construite en 1904.
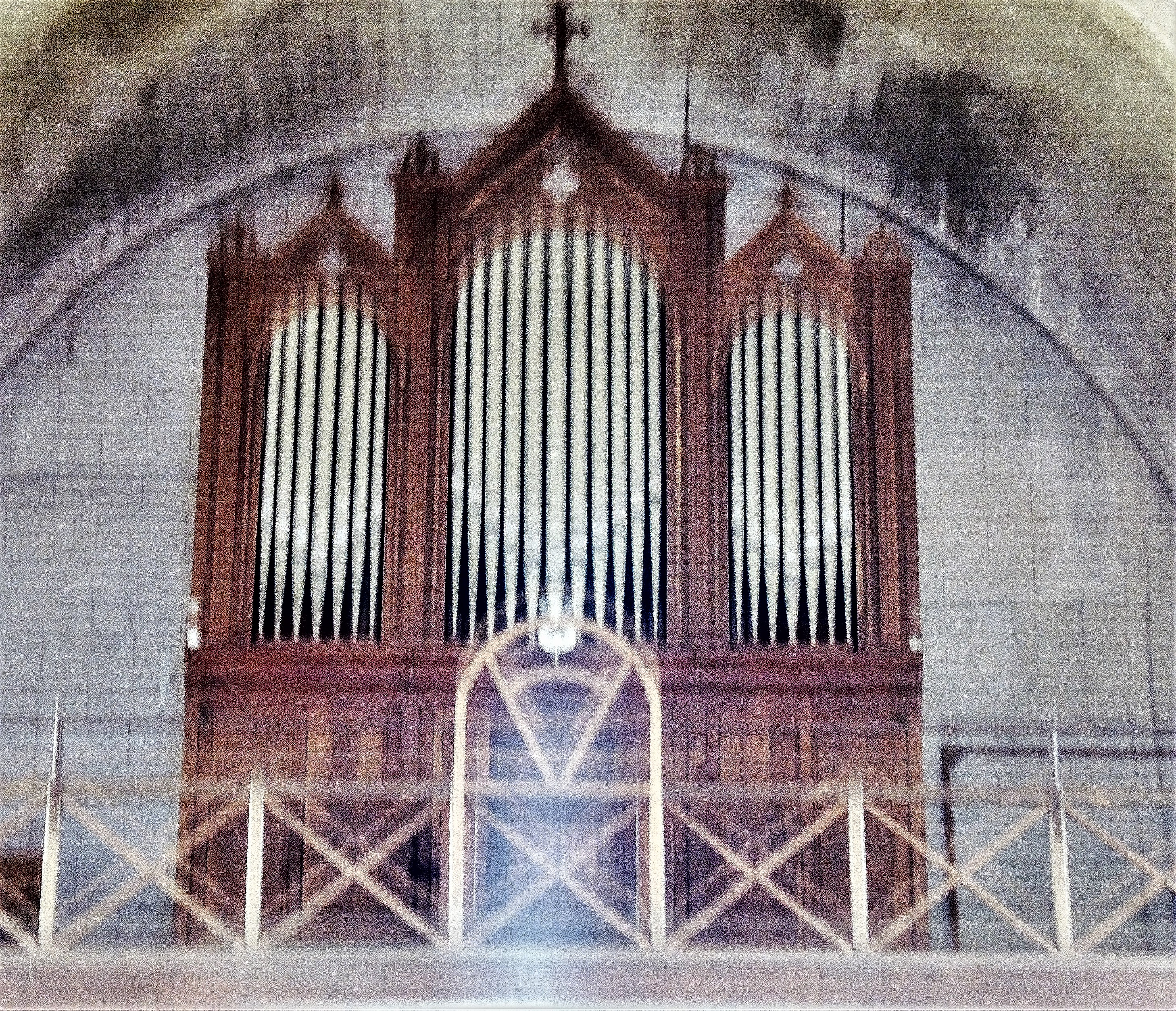
Orgue de l'église fabriqué en 1904 par Henri Didier & Cie, facteur d'orgues à Épinal.
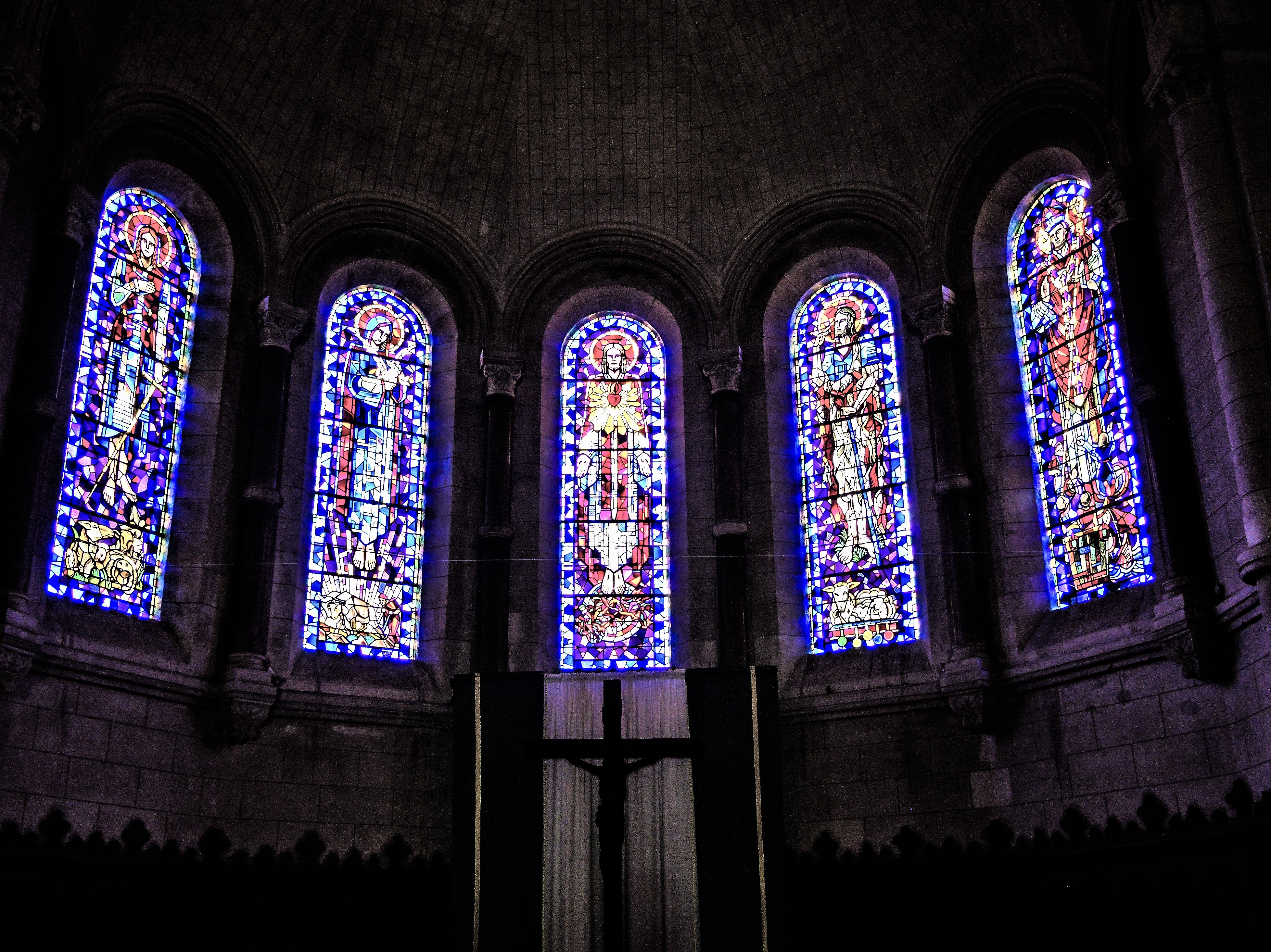
Vitraux de l'abside de l'église.
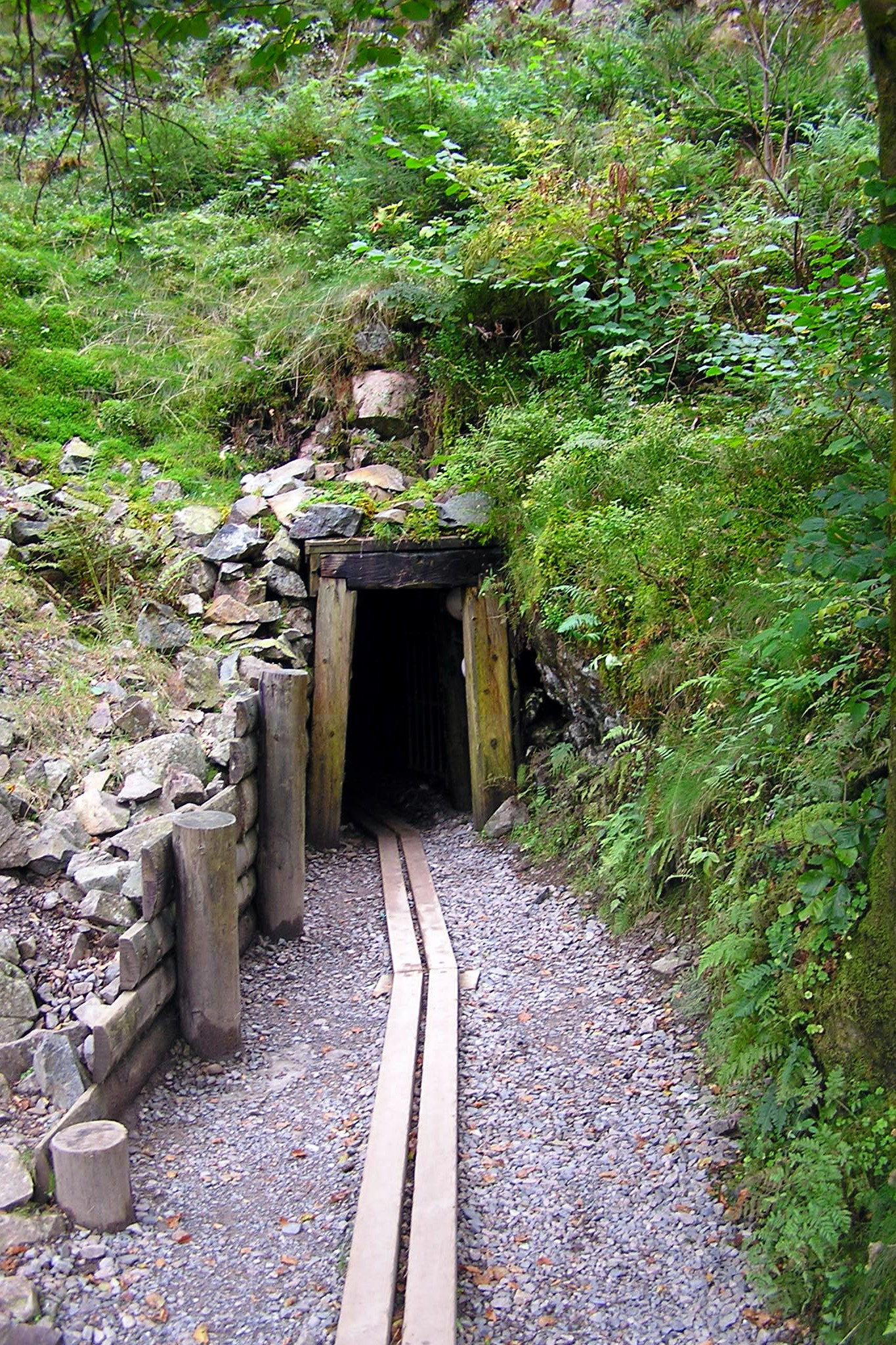
Entrée d'une ancienne mine.

### Lieux et monuments
Monuments religieux
- L'église Saint-Jean-Baptiste[50], placée sous le patronage de saint Jean Baptiste, dont on peut admirer la statue dans une des chapelles, a été inaugurée en octobre 1904 en remplacement de la petite chapelle construite initialement par les habitants, qui était devenue trop exigüe.
  - taille de l'édifice : longueur 34 mètres, largeur 17 mètres, hauteur de voûte 15 mètres.
  - Les vitraux ont été réalisés, entre 1947 à 1949, par les ateliers Loire[51]. Un vitrail représente saint- Jean Baptiste.
  - Le chemin de croix a été offert par les familles de la paroisse, peu après la construction de l'église.
  - L'autel, en granit, a été installé après la réforme liturgique (IIe concile œcuménique du Vatican).
  - On peut aussi admirer diverses statues représentant saint Pierre et saint Paul, sainte-Thérèse[52] de l'Enfant-Jésus, Notre-Dame de Lourdes, Notre-Dame de Fátima, saint Antoine de Padoue, sainte Anne[53], sainte Marie, le Sacré Cœur de Jésus, Saint Jean-Baptiste.
  - Le clocher comporte cinq cloches, dont trois refondues en 1949, donnent le ré-mi-fa-sol-do[54]. La plus grosse pèse 1 450 kg.
  - L'orgue de douze jeux et transmission pneumatique, sur deux claviers et pédalier, a été réalisé par Henri Didier & Cie, d'Épinal, en 1904[55],[56].

Autres monuments et sites
- Le monument aux morts, érigé en 1923[57],[58],[59].

La stèle du général de Lattre de Tassigny, sur la place de l'Hôtel-de-Ville.
La stèle de Jules Ferry près de l'école.
- Les Hautes Mynes : mines de cuivre des ducs de Lorraine, exploitées entre 1560 et 1760, inscrites monument historique par arrêté du 22 décembre 1995[61]. Musée (la maison des Hautes-Mynes) et visites guidées des anciennes mines.
- La piste multi-activités dite voie verte des Hautes-Vosges, sur le tracé de l'ancienne voie de chemin de fer.
- Patrimoine rural recensé par le service régional de l'Inventaire général du patrimoine culturel[62].

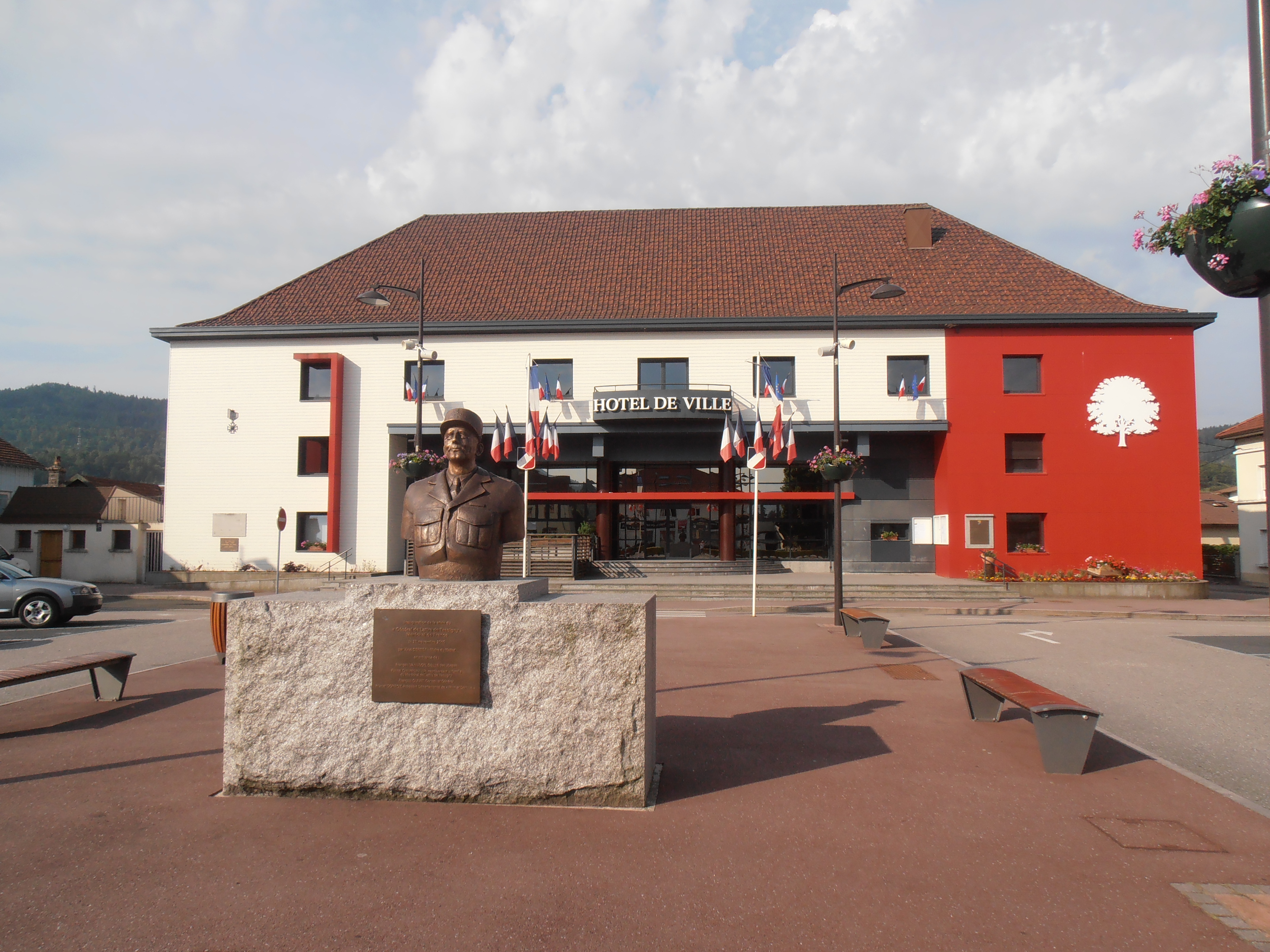
Stèle général de Lattre de Tassigny.
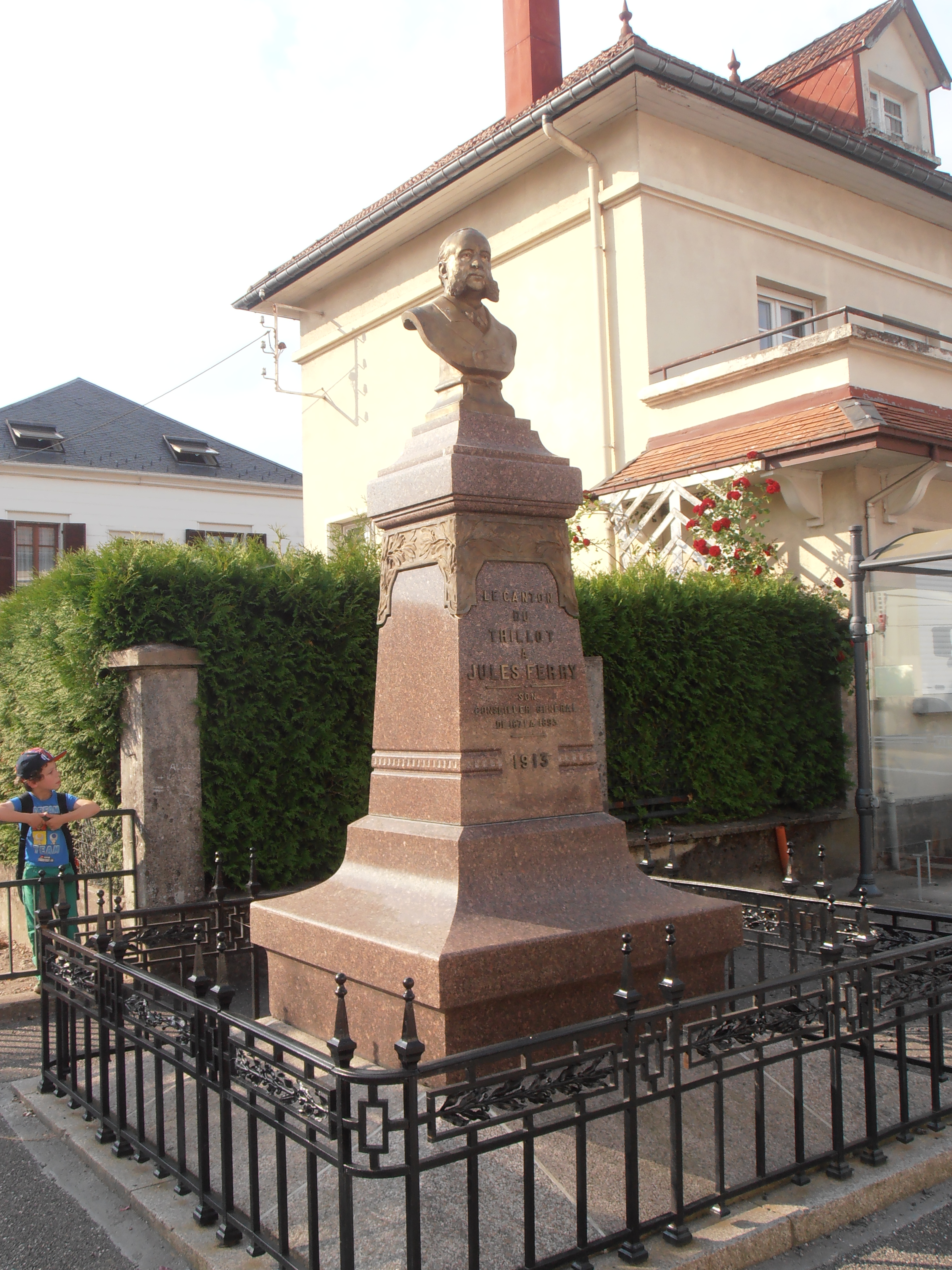
Stèle de Jules Ferry.
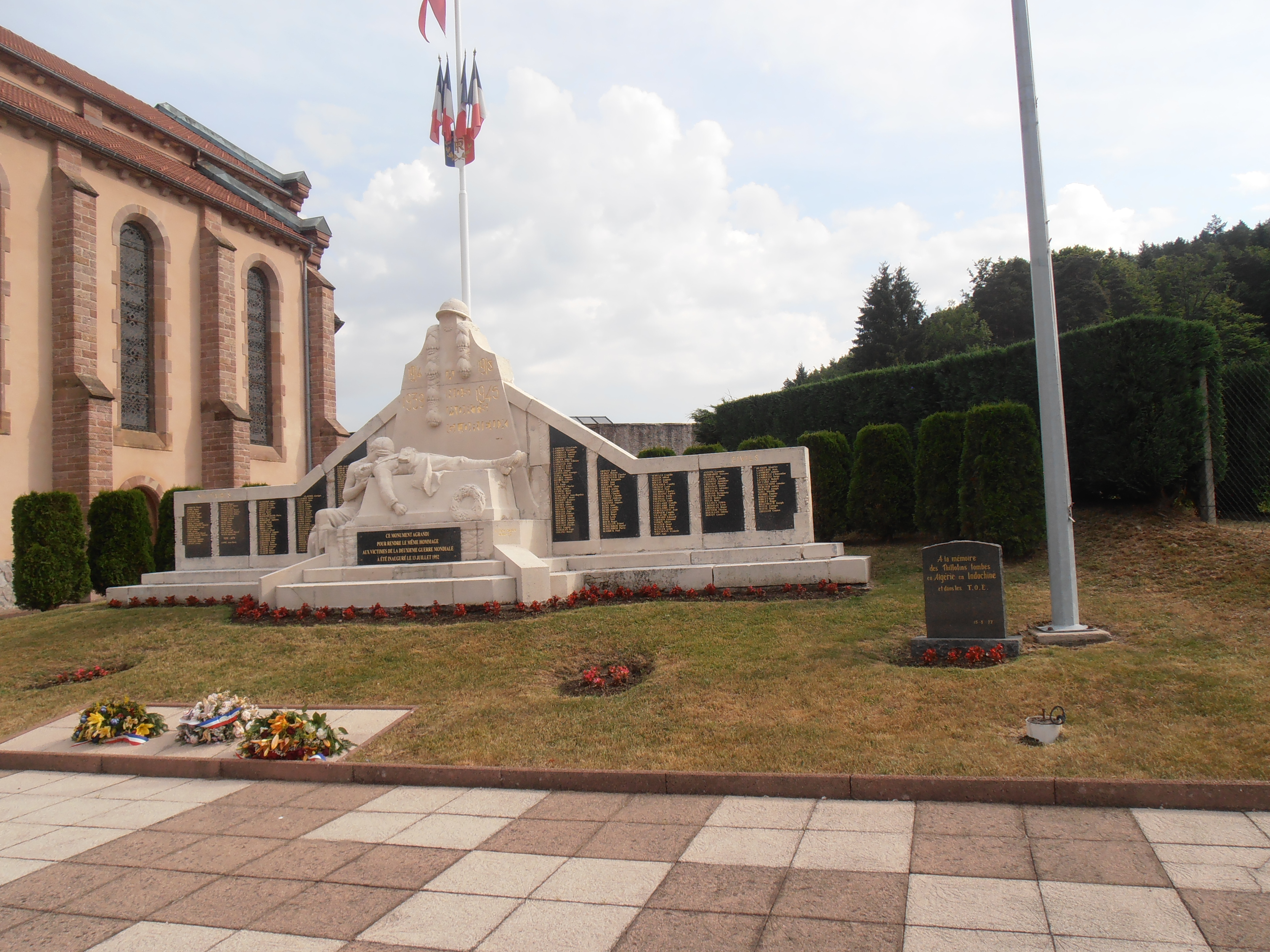
Monument aux morts.
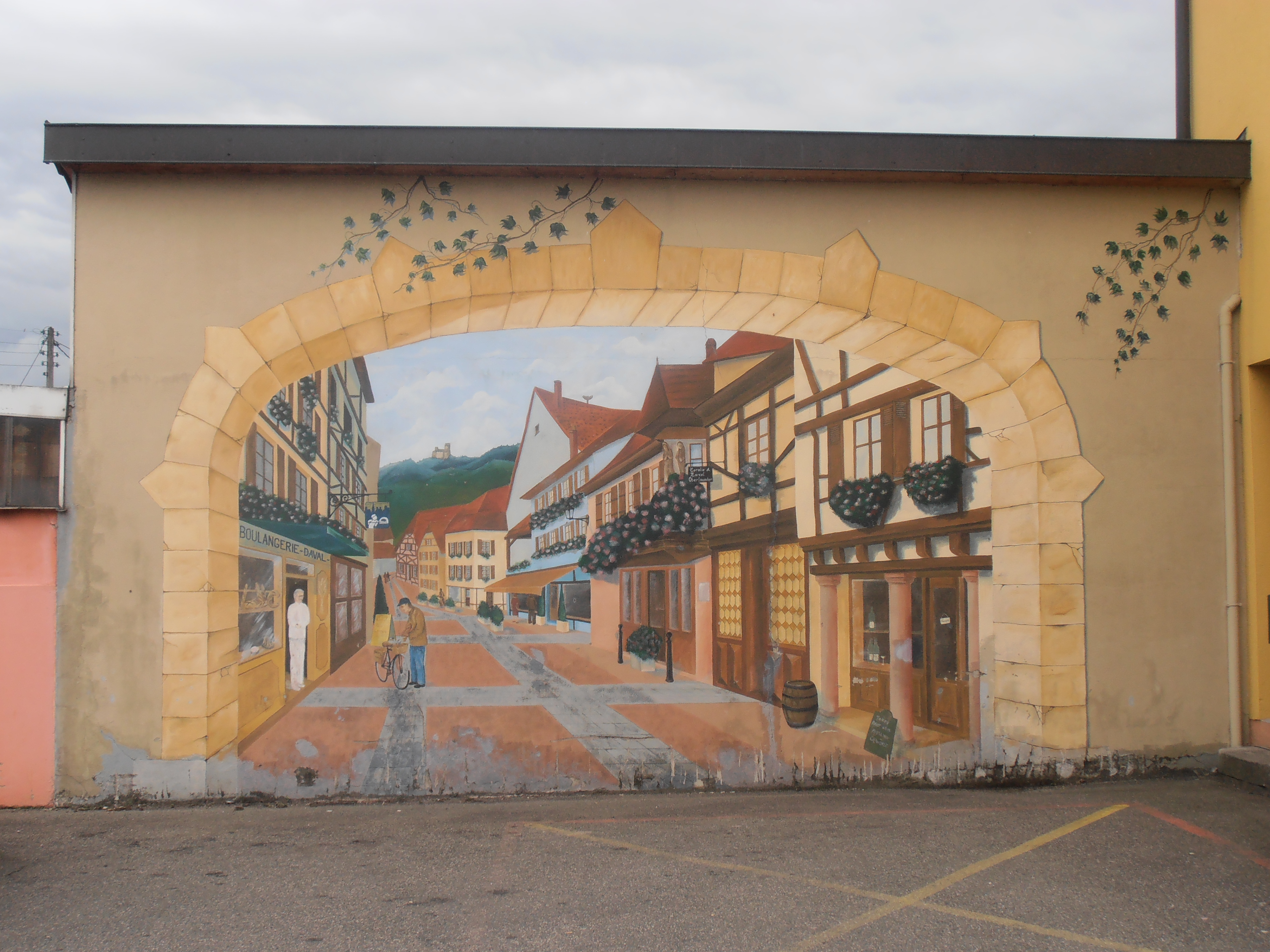
Peinture en trompe-l'œil.
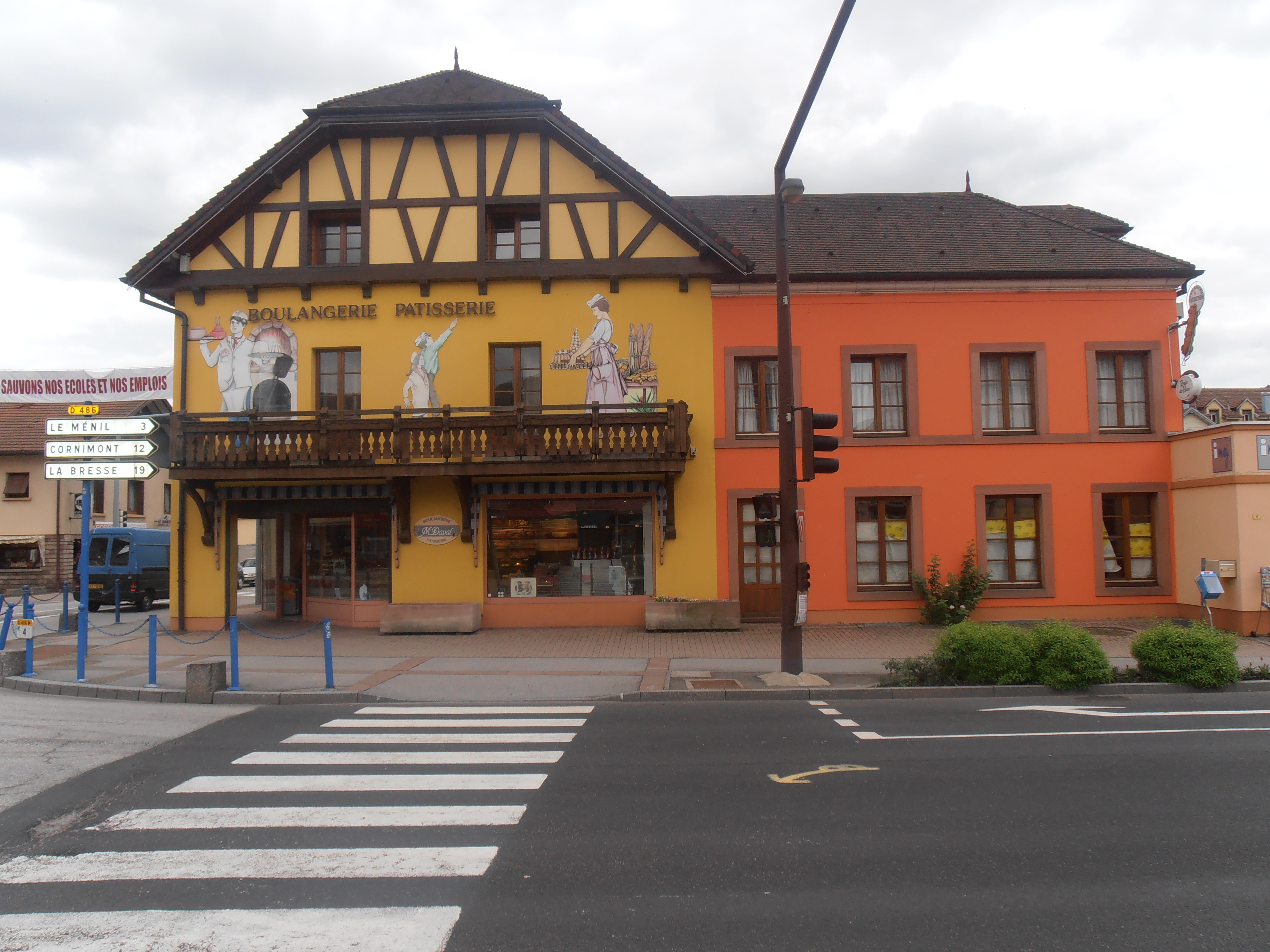
Façades sur rue principale.

### Patrimoine vivant
Le label "Entreprise du patrimoine vivant" (EPV) a été attribué, le 26 mars 2013, à la Tannerie Sovos Grosjean, fondée en 1864, qui produit aujourd'hui des cuirs de bovins en pleine fleur destinés à l’ameublement, le nautisme, l’aviation, la maroquinerie, la gainerie, la chaussure et le bracelet-montre. Cette distinction récompense les entreprises françaises aux savoir-faire artisanaux et industriels d'excellence,.

### Personnalités liées à la commune
- François Remetter, né le 8 août 1928 à Strasbourg, joueur de football français, gardien de but du CS Thillotin dans l'immédiat après-guerre, champion du monde militaire en 1947, 26 sélections en équipe de France A entre 1953 et 1959.
- Jules Ferry fut conseiller général du canton du Thillot.
- Camille Bloch, historien français, né en 1865 au Thillot[66],[67].
- Oscar Bloch, demi-frère du précédent, grammairien et lexicographe, né en 1877 au Thillot[68].
- Marie-Thérèse Sailley, plus connue sous son nom d'épouse, Marie-Thérèse Danielsson (1923-2003) : fille de l'industriel textile Abel Sailley, fondateur de ce qui est aujourd'hui le "Tissage Mouline Thillot", elle est employée à l'ambassade de France à Lima à partir de 1943 ; en 1947, elle rencontre le jeune anthropologue suédois Bengt Danielsson (1921-1997) qu'elle épouse en 1948, après qu'il a participé à l'expédition du Kon-Tiki ; ils s'établissent ensuite en Polynésie française et sont les auteurs de plusieurs ouvrages sur l'Océanie ; ils sont aussi des militants importants de la lutte contre les essais nucléaires à Moruroa des années 1960 aux années 1990.
- Jacques Meyer, né le 8 avril 1930 à Héricourt, joueur de football français vit au Thillot. Il a été vainqueur de la coupe de France le 18 mai 1959 avec Le Havre AC face au FC Sochaux-Montbéliard sur le score de 3-0 en marquant notamment le premier but havrais à la 21e minute.

Ancien blason.

Nouveau blason.

### Héraldique
L'ancien blason du Thillot peut se décrire ainsi : D'argent au tilleul terrassé de sinople cantonné de quatre bonnets phrygiens de gueules affrontés deux à deux. Jules Ferry, conseiller général des Vosges à l'aube de la Troisième République, ardent républicain, a sans doute œuvré pour qu'y figurent les bonnets emblématiques.
En 1993, la municipalité a souhaité l'ajout d'une référence aux anciennes mines. Le nouveau blason est D'argent, au tilleul de sinople reposant sur un mont de gueules chargé de deux outils de mineurs d'argent passés en sautoir, le tout accosté de deux bonnets phrygiens de gueules, chargés d'une cocarde d'argent et d'azur et affrontés.
La présence d'un tilleul sur ces armes rappelle l'arbre qui existait encore au XVIIIe siècle et sous lequel on a jadis rendu la justice. Mais l'étymologie du Thillot serait plus sûrement liée au péage de Taye entre la Lorraine et la Franche-Comté.
Dans la culture populaire, Le Thillot apparait dans le Livre II du quintet des romans In the Shadow of the Fallen[réf. souhaitée].

## Pour approfondir